# Тест Кумбса
Прямий і непрямий тести Кумбса, також відомі як антиглобуліновий тест (АГТ), є аналізами крові, які використовуються в імуногематології. Прямий тест Кумбса виявляє антитіла, які прилипли до поверхні еритроцитів.  Оскільки ці антитіла іноді руйнують еритроцити, вони можуть викликати анемію. Непрямий тест Кумбса виявляє антитіла, які вільно плавають у крові.  Ці антитіла можуть діяти проти певних еритроцитів. Тест можна провести для діагностики реакції на переливання крові. 
Прямий тест Кумбса використовується для діагностики аутоімунної гемолітичної анемії, стану, коли імунна система руйнує еритроцити, що призводить до анемії. Прямий тест Кумбса використовується для виявлення антитіл або білків комплементу, прикріплених до поверхні еритроцитів. Для проведення тесту беруть зразок крові, еритроцити промивають (видаляючи плазму пацієнта та незв’язані антитіла з еритроцитів), а потім інкубують із антилюдським глобуліном («реагент Кумбса»). Якщо еритроцити агглютинують, тест вважають позитивним, що свідчить про те, що антитіла або білки комплементу зв’язані з поверхнею еритроцитів і можуть спричиняти руйнування цих клітин.
Непрямий тест Кумбса використовується при допологовому обстеженні вагітних жінок і при обстеженні перед переливанням крові. Тест виявляє антитіла до чужорідних еритроцитів. У цьому випадку сироватку виділяють із зразка крові пацієнта. Сироватку інкубують з чужорідними еритроцитами з відомою антигенністю. Потім додається антилюдський глобулін. Якщо виникає аглютинація, непряма проба Кумбса позитивна. 

## Механізм

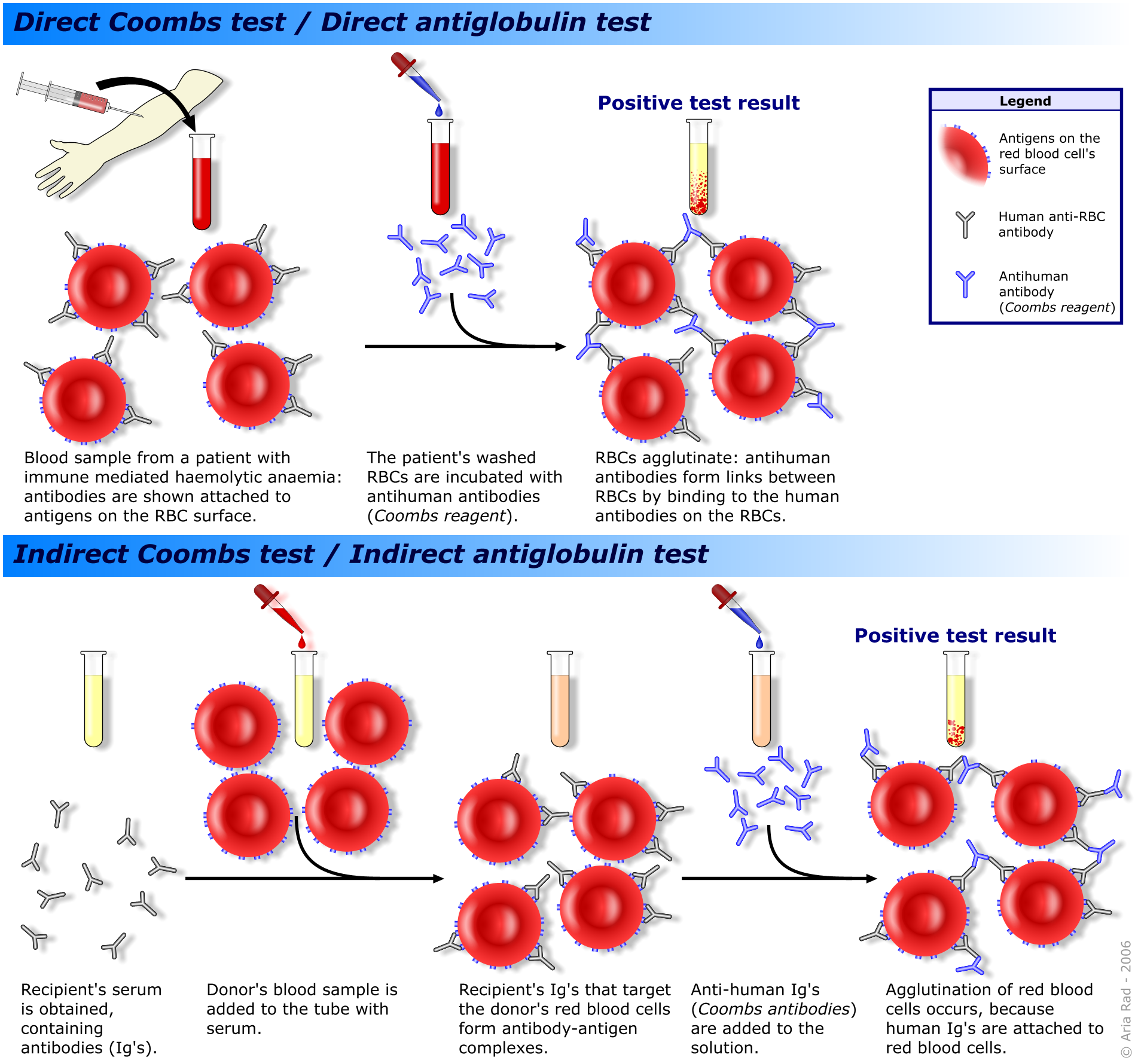
Схема прямого та непрямого тестів Кумбса

Тести Кумбса базуються на зв’язуванні анти-людських антитіл з людськими антитілами, зазвичай IgG або IgM. Ці анти-людські антитіла виробляються плазматичними клітинами тварин після імунізації їх плазмою людини. Крім того, ці анти-людські антитіла також зв’язуються з антитілами людини, які можуть бути закріплені на антигенах на поверхні еритроцитів. У відповідних умовах пробірки це може призвести до аглютинації еритроцитів яку можна спостерігати оком як згустки. Якщо спостерігається злипання, проба Кумбса вважається позитивною; якщо ні, проба Кумбса вважається негативною. 
Загальне клінічне використання тесту Кумбса включає підготовку крові для переливання при перехресному підборі, виявлення атипових антитіл у плазмі крові вагітних жінок як частину допологового догляду та виявлення антитіл для діагностики імуноопосередкованих гемолітичних анемій . 
Тести Кумбса виконуються з використанням еритроцитів або сироватки із зразків цільної венозної крові, взятих у пацієнтів шляхом венепункції. Венозна кров надходить до лабораторії (або банку крові), де навчений науково-технічний персонал проводить тести Кумбса. Клінічне значення результату оцінює лікар, який замовив тест Кумбса, можливо, за допомогою лабораторного гематолога.

## Прямий тест Кумбса
Прямий тест Кумбса, також відомий як прямий антиглобуліновий тест (ПАТ), використовується для виявлення зв’язку антитіл або факторів системи комплементу з поверхневими антигенами еритроцитів.  ПАТ не є обов’язковим для тестування перед трансфузією  але може проводитися в деяких лабораторіях.  Перед переливанням часто роблять непрямий тест Кумбса.
Прямий тест Кумбса використовується клінічно при підозрі на імуноопосередковану гемолітичну анемію (опосередковане антитілами руйнування еритроцитів). Позитивний тест Кумбса вказує на те, що імунний механізм атакує еритроцити пацієнта. Цей механізм може бути аутоімунним, аллоімунним або імуноопосередкованим механізмом, індукованим ліками. 

#### Приклади аллоімунного гемолізу
- Гемолітична хвороба новонароджених (також відома як ГБН або еритробластоз плоду)
  - RhD гемолітична хвороба новонароджених (також відома як Rh хвороба)
  - Гемолітична хвороба новонароджених АВО (пряма проба Кумбса може бути слабо позитивною)
  - Анти-келлова гемолітична хвороба новонароджених
  - RhС гемолітична хвороба новонароджених
  - RhE гемолітична хвороба новонароджених
  - Несумісність інших груп крові (RhC, Rhe, Kidd, Duffy, Lewis, MN, P та інші)
- Аллоімунні гемолітичні трансфузійні реакції

#### Приклади аутоімунного гемолізу/імуногемолітичного гемолізу
- Аутоімунна гемолітична анемія, викликана тепловими антитілами
  - Ідіопатична
  - Системний червоний вовчак
  - Синдром Еванса (антитромбоцитарні антитіла та гемолітичні антитіла)
- Холодова імуногемолітична анемія
  - Ідіопатичний синдром холодового гемаглютиніну
  - Макроглобулінемія Вальденстрема
  - Інфекційний мононуклеоз
  - Пароксизмальна холодова гемоглобінурія (рідко)

#### Індукований ліками імуноопосередкований гемоліз
- Метилдопа (IgG-опосередкована гіперчутливість типу II)
- Пеніцилін (високі дози)
- Хінідин (опосередкована IgM активація класичного шляху комплементу та мембрано-атакувального комплексу , MAК)

### Методика
Еритроцити пацієнта промивають (видаляючи власну сироватку пацієнта), а потім центрифугують з антилюдським глобуліном (також відомим як реагент Кумбса). Якщо імуноглобулін або фактори комплементу були фіксовані на поверхні еритроцитів in vitro, антилюдський глобулін аглютинує еритроцити, і пряма проба Кумбса буде позитивною.

## Непрямий тест Кумбса
Непрямий тест Кумбса, також відомий як непрямий антиглобуліновий тест (НАТ), використовується для виявлення реакцій in vitro антитіло-антиген. Він використовується для виявлення дуже низьких концентрацій антитіл у плазмі/сироватці крові пацієнта перед переливанням крові. У допологовому догляді НАТ використовується для скринінгу вагітних жінок на наявність антитіл, які можуть спричинити гемолітичну хворобу новонароджених. НAT також можна використовувати для тестування на сумісність, ідентифікації антитіл, фенотипування еритроцитів і досліджень титрування.

### Використання

#### Підготовка до переливання крові
Непрямий тест Кумбса використовується для скринінгу антитіл при підготовці крові до переливання . Кров донора і реципієнта повинна бути сумісною за системами ABO і RhD. Окрем донорська кров також перевіряється на інфекції.
- Скринінг антитіл

Зразок крові реципієнта та зразок крові кожної одиниці донорської крові перевіряють на наявність антитіл за допомогою непрямого тесту Кумбса. Кожен зразок інкубується проти широкого спектру еритроцитів, які разом виявляють повний спектр поверхневих антигенів (тобто груп крові ).
- Перехресна відповідність

Непрямий тест Кумбса використовується для перевірки зразка сироватки крові реципієнта на наявність антитіл проти зразка еритроцитів крові донора. Іноді це називають перехресною відповідністю крові.

#### Антенатальний скринінг антитіл
Непрямий тест Кумбса використовується для скринінгу вагітних жінок на антитіла класу IgG, які, ймовірно, можуть проникнути через плаценту в кров плоду та спричинять гемолітичну хворобу новонародженого.

### Методика
НАТ є двоетапним тестом. 

#### Перший етап
Відмиті еритроцити (еритроцити) з відомими антигенами, інкубують із сироваткою крові пацієнта, що містить невідомий вміст антитіл. Якщо сироватка містить антитіла до антигенів на поверхні еритроцитів, вони будуть зв'язуватися.

#### Другий етап
Еритроцити промивають три-чотири рази ізотонічним сольовим розчином, а потім інкубують з антилюдським глобуліном. Якщо антитіла зв’язалися з поверхневими антигенами еритроцитів на першій стадії, еритроцити будуть аглютинувати під час інкубації з антилюдським глобуліном (реактивом Кумбса) на цій стадії, і непрямий тест Кумбса буде позитивним.

#### Титрування
За допомогою розведення сироватки, що містить антитіла, можна визначити кількість антитіл у ній. Це робиться шляхом виконання серійних розведень сироватки та знаходження максимального розведення досліджуваної сироватки, яке здатне викликати аглютинацію відповідних еритроцитів.

## Реактив Кумбса
Реактив Кумбса (також відомий як антиглобулін Кумбса або антилюдський глобулін) використовується як у прямому, так і в непрямому тесті Кумбса. Реактив Кумбса - анти-людський глобулін. Його виготовляють шляхом ін’єкції людського глобуліну тваринам, які виробляють поліклональні антитіла, специфічні до людських імуноглобулінів і факторів системи комплементу людини. Можна використовувати більш специфічні реактиви Кумбса або моноклональні антитіла.

## Середовища для полегшення реакції
І антитіла IgM, і IgG міцно зв’язуються зі своїми комплементарними антигенами. Антитіла IgG найбільш реактивні при 37°C. Антитіла IgM легко виявляються у фізіологічному розчині кімнатної температури, оскільки антитіла IgM здатні створювати міст між еритроцитами завдяки своєму великому розміру, ефективно створюючи те, що розглядається як аглютинація. Антитіла класу IgG мають менший розмір і потребують допомоги, щоб достатньо добре з’єднати їх, щоб сформувати реакцію візуальної аглютинації. Реагенти, що використовуються для посилення виявлення IgG, називаються потенціаторами. Еритроцити мають сумарний негативний заряд, який називається дзета-потенціалом, що спричиняє їх природне відштовхування один від одного. Потенціатори знижують дзета-потенціал мембран еритроцитів. Загальні потенціатори включають розчини з низькою іонною силою (LISS), альбумін, поліетиленгліколь (PEG) і протеолітичні ферменти .

## Історія
Тест Кумбса вперше був описаний у 1945 році кембриджськими імунологами Робіном Кумбсом (на честь якого він названий), Артуром Мурантом і Робом Рейсом .  Історично його робили в пробірках. Сьогодні він зазвичай робиться за допомогою автоматизованої твердофазної або гелевої технології.